# 리얼 스틸
리얼 스틸(Real Steel)은 2011년 10월 개봉한 미국의 공상 과학 영화이다. 1956년에 출간된 리처드 매드슨의 단편 소설 《스틸》의 내용을 바탕으로 하였다.

## 영화내용
인간 대신 로봇이 복싱을 하는 2020년, 왕년에는 잘 나가는 복서였지만 슬럼프를 겪어 몰락한 '찰리 켄튼'은 지금은 고물 로봇을 조종하여 3류 시합이나 전전하며 빚에 쪼들리는 인생이다. 어느 날 오래 전에 헤어진 아내의 부고를 듣고, 돈을 벌기 위해 아들인 '맥스 켄튼'의 양육권을 포기하고 아들을 키우기로 한 이모 대신 잠시 돌봐주게 된다. 그러다 우연히 고물 처리장에서 2세대 로봇 '아톰'을 발견하게 되는데....

## 출연
- 휴 잭맨 - 찰스 "찰리" 켄턴
- 다코타 고요 - 맥스 켄턴
- 에반젤린 릴리 - 베일리 탈레
- 앤서니 매키 - 핀
- 올가 폰다 - 파라 렘코바
- 칼 윤 - 탁 마시도
- 케빈 듀랜드 - 리키
- 호프 데이비스 - 데브라
- 제임스 레브혼 - 마빈 반스
- 그레고리 심스 - 빌 패너